# Usurpatorische Theologie
Usurpatorische Theologie (auch usurpatorischer Monotheismus) ist eine Analogiebildung. Usurpation bezeichnet in politischen Zusammenhängen die illegitime Herrschaft. Usurpation theologisch meint die missbräuchliche Aneignung göttlicher Deutungsmacht und gilt als eine Fehlform des Monotheismus. Sie gibt vor, den Willen Gottes genau zu kennen. Der Begriff wurde von Eckhard Nordhofen in die Debatte um den Monotheismus 1999 eingeführt.

## Theologisches Konzept
Der biblische Monotheismus ist aus der Kritik an den polytheistischen Bilderkulten im alten Kanaan, Mesopotamien und Ägypten entstanden. Während im Polytheismus alle Gottheiten funktional sind, d. h. für bestimmte Zwecke und Zuständigkeiten stehen, ist der Monotheismus, wie er im babylonischen Exil Israels zum Durchbruch kommt, transfunktional. Dies zeigt die Installation des Sabbats als Tag ohne Arbeit und Zwecke. Als Schöpfer des Kosmos ist Gott kein Teil der Welt, sondern deren Gegenüber. Er ist unsichtbar (Bilderverbot) und offenbart sich, indem er sich gleichzeitig entzieht. Diese prinzipielle Vorenthaltung (Privatio) stellt das eigentlich Neue am biblischen Monotheismus dar. Die privative Theologie oder die Theologie der Vorenthaltung ist das Gegenmodell zur usurpatorischen. Die Urszene der usurpatorischen Theologie ist das Versprechen der Schlange in der Paradiesesgeschichte Gen 3,5: „Ihr werdet sein wie Gott und erkennt Gut und Böse“. In Jes 55,8 wird die Unmöglichkeit, das Gotteswissen in Besitz zu nehmen, bekräftigt: „Denn meine Gedanken sind nicht eure Gedanken, und eure Wege sind nicht meine Wege, spricht der Herr.“ Dennoch sind in der Geschichte des Monotheismus unzählige Beispiele dafür bekannt, dass gerade die Frommen davon überzeugt sind, den Willen Gottes genau zu kennen. Usurpation liegt auf der Hand, wo beide Kriegsparteien sich auf Gott als Mitstreiter für ihre Sache berufen. Eine besondere usurpartorische Versuchung ist mit dem starken Konzept einer Heiligen Schrift gegeben, bei dem Gott selbst als Autor des Textes gilt: Wenn der unsichtbare Gott seinen Willen schriftlich fixiert hat, scheint man ihn genau zu kennen und braucht ihn nur zu entziffern und umzusetzen. Dieses Verständnis findet sich im orthodoxen Judentum und im Islam, den eigentlichen Buchreligionen. Zu ihnen kann man auch den christlichen Fundamentalismus rechnen. Immanuel Kant hält es für Vermessenheit, kirchliche Gesetze als göttliche auszugeben und nennt es eine „Usurpation höheren Ansehens, um mit Kirchensatzungen durch das Vorgeben göttlicher Autorität der Menge ein Joch aufzulegen(…)“. Auch wenn im Christentum weiter von Heiliger Schrift die Rede ist, macht Jesu Streit mit den Schriftgelehrten deutlich, dass der geschriebene Text überboten werden muss. Das Konzept der „Inlibration“ (Annemarie Schimmel, Harry Austryn Wolfson), nach welchem der Text der Heiligen Schrift eine Form unmittelbarer göttlicher Präsenz als „Wort Gottes“ ist, wird ersetzt durch das Modell der Inkarnation („Und das Wort ist Fleisch geworden“, lat. „caro factum est“). Im nicht fundamentalistischen Christentum gelten die kanonischen Bibeltexte zwar auch als „Heilige Schrift“, haben aber nicht Gott zum Autor, sondern menschliche Verfasser. Sie sind Referenztexte, die nach den Kriterien der hermeneutischen Wissenschaften untersucht werden können.